# Маженін (Лодзинське воєводство)
Маженін (пол. Marzenin) — село в Польщі, у гміні Сендзейовиці Ласького повіту Лодзинського воєводства.
Населення — 622 особи (2011).
У 1975-1998 роках село належало до Серадзького воєводства.

## Демографія
Демографічна структура станом на 31 березня 2011 року:
|          | Загалом | Допрацездатний вік | Працездатний вік | Постпрацездатний вік |
| -------- | ------- | ------------------ | ---------------- | -------------------- |
| Чоловіки | 298     | 56                 | 203              | 39                   |
| Жінки    | 324     | 62                 | 180              | 82                   |
| Разом    | 622     | 118                | 383              | 121                  |